# Iodophanus
Iodophanus Höhn. – rodzaj grzybów z rodziny kustrzebkowatych (Pezizaceae).

## Systematyka i nazewnictwo
Pozycja w klasyfikacji według Index FungorumPezizaceae, Pezizales, Pezizomycetidae, Pezizomycetes, Pezizomycotina, Ascomycota, Fungi.
Gatunki występujące w Polsce
- Iodophanus carneus (Pers.) Korf 1967
- Iodophanus testaceus (Moug.) Korf 1967

Nazwy naukowe na podstawie Index Fungorum. Wykaz gatunków według M.A. Chmiel.